# CruiseControl
CruiseControl es una aplicación de código abierto basado en Java que permite la compilación automática de proyectos Java, utilizando Ant o Maven.
Es una herramienta comúnmente utilizada en integración continua que cada cierto tiempo, o cuando hay cambios en el gestor de versiones (por ejemplo CVS o Subversion), hace una compilación y ejecuta tests (más cualquier otra cosa que esté configurada en Ant o Maven) y una vez acaba presenta el resultado. Esta presentación puede ser en HTML, por correo electrónico, RSS, Jabber/XMPP, etcétera.
Fue originalmente desarrollado por gente de ThoughtWorks como una manera de conseguir Integración Continua en alguno de sus proyectos. Posteriormente y dada su utilidad, la herramienta fue desarrollada como una aplicación independiente (stand-alone application).
Actualmente, existe también una versión de CruiseControl para .Net llamada CruiseControl.Net.

## Ciclo de Compilación
El ciclo de compilación o build loop, corre como un daemon o un proceso que periódicamente busca cambios en el código fuente, de ser necesario compila el ejecutable y posteriormente envía una notificación con el resultado de dicha compilación.

## Informe de la Compilación
Este informe presenta los resultados obtenidos en el Ciclo de Compilación en formato HTML, servido por una página JSP. El lado izquierdo de la página nos muestra el estado de CruiseControl y provee de links a resultados previos. El lado derecho de la página presenta el resultado de la compilación, incluyendo errores, y detalles de las pruebas realizadas y los cambios en determinados archivos desde la pasada compilación.